# Nouvelle naissance
Pour les articles homonymes, voir Born Again.
Pour les chrétiens évangéliques, la nouvelle naissance (ou born again en anglais, littéralement « né de nouveau ») ou encore le qualificatif « régénéré », caractérise un individu qui estime avoir vécu une régénération d'ordre spirituel par le Saint-Esprit en conséquence de sa repentance et de sa réconciliation avec Dieu, devenant ainsi « enfant de Dieu ».

## Origine
L'expression fait référence à plusieurs passages de la Bible, dont l'entretien de Jésus avec Nicodème, où Jésus explique que pour rentrer dans le Royaume de Dieu, l'homme doit renaître de l'Esprit.
La rencontre de Paul sur le chemin de Damas avec Jésus ressuscité est aussi un exemple de « nouvelle naissance ».

## Histoire
En 1527, la régénération après repentance symbolisée par le baptême, est le premier point de la Confession de Schleitheim publiée par les frères Suisses, un groupe d’anabaptistes à Schleitheim,. Cette confession sera à l'origine de la doctrine de l’Église de professants, qui accorde également la même importance à la nouvelle naissance,. Aux XVIIIe et XIXe siècles, l'expression et le concept sont devenus principalement associés au christianisme évangélique.

## Positions

### Christianisme évangélique
Les  chrétiens évangéliques font de la nouvelle naissance, après repentance et profession de foi, un élément fondamental de leur spiritualité et un caractère distinctif par rapport aux autres chrétiens,. En pratique, ce terme fait référence à une conversion au christianisme lors de laquelle le croyant prend la décision de suivre Jésus pour le Salut,,. Pour les chrétiens évangéliques, la nouvelle naissance survient donc avant le baptême du croyant. Dans certains courants, notamment baptiste, il est synonyme du baptême du Saint-Esprit. Dans les courants du pentecôtisme, du mouvement charismatique évangélique et du mouvement néo-charismatique, il s'agit d'une expérience distincte du baptême du Saint-Esprit,.
Pour certaines dénominations évangéliques, elle est le début de la sanctification du croyant. Pour d’autres, elle est l’occasion de recevoir la sanctification complète .

### Église réformée de France
La déclaration de foi de l'Église réformée de France de 1938 mentionne la nouvelle naissance. Pour le théologien réformé Élian Cuvillier, la nouvelle naissance est « une redéfinition, une réorientation de mon existence. ».

### Anglicanisme
Dans l'anglicanisme, la nouvelle naissance a lieu avec le sacrement du baptême d'eau.

### Luthéranisme
Dans le luthéranisme, la nouvelle naissance est vue comme une expérience par laquelle le Saint-Esprit renouvelle la foi d'une personne, lors du baptême d'eau.

### Catholicisme
Le terme de nouvelle naissance n'est pas employé par le catholicisme, qui identifie la régénération avec le sacrement du baptême et parle plutôt de « baptisé » .

## Critique
Certains auteurs sont restés sceptiques face à l'interprétation de la nouvelle naissance. En effet ce concept est surtout développé dans l'évangile de Jean, alors que les autres évangiles sont discrets sur le sujet, ce qui limite sa centralité dans la théologie chrétienne.